# فرودگاه کیکیندا
فرودگاه کیکیندا (به انگلیسی: Kikinda Airport) (به زبان بومی: Drahslerov Salaš Airport) یک فرودگاه غیرنظامی با کد یاتا KID است که یک باند فرود چمن دارد و طول باند آن ۹۰۰ متر است. این فرودگاه در شهر کیکیندا کشور صربستان قرار دارد و در ارتفاع ۸۱ متری از سطح دریا واقع شده است.